# Джеймс Гослінг
Джеймс Артур Гослінг, OК (англ. James Arthur Gosling; 19 травня 1955) — канадський інформатик, найбільш відомий, як засновник та провідний дизайнер мови програмування Java.

## Освіта та кар'єра
Джеймс Гослінг отримав ступінь бакалавра з науки у Калгарському університеті , а ступінь магістра та доктора в університеті Карнегі-Меллона. Під час роботи над своєю докторською дисертацією, він написав версію текстового редактора Emacs, який назвав Gosling Emacs (Gosmacs). Він побудував багатопроцесорну версію Unix для 16-шляхової комп'ютерної системи під час навчання в університеті Карнегі-Меллона, до приєднання до компанії Sun Microsystems. Він також розробив там декілька компіляторів та поштових серверів.
Ґослінґ працював на Sun Microsystems між 1984 та 2010 роками. Його називають батьком мови програмування Java. Він залишив Sun Microsystems 2 квітня 2010, після чого перейшов до корпорації Oracle.
28 березня 2011 року, Ґосліґ оголосив у своєму блозі, що його найняла компанія Google. Через п'ять місяців він оголосив, що приєднався до стартапу Liquid Robotics. 22 травня 2017, він написав на сторінці у Facebook, що приєднається до Amazon Web Services.

## Відзнаки
- 2002 — нагороджений премією у сфері інновацій від часопису The Economist.[13]
- 2002 — нагороджений премією за досягнення The Flame Award USENIX Lifetime.[14]
- 2007 — його призначили офіцером ордену Канади.[15] Орден — друга найвища цивільна відзнака Канади, а офіцер — другий найвищий ступінь в межах ордену.
- 2013 — він став учасником асоціації обчислювальної техніки.[16]
- 2015 — нагороджений медаллю Джона фон Неймана[17]

## Книги
- Кен Арнольд, Джеймс Ґослінґ, Девід Холмс, The Java Programming Language, Fourth Edition, Addison-Wesley Professional, 2005, ISBN 0-321-34980-6
- Джеймс Ґослінґ, Білл Джой, Ґай Л. Стіл Мол., Гілард Брача, The Java Language Specification, Third Edition, Addison-Wesley Professional, 2005, ISBN 0-321-24678-0
- Ken Arnold, Джеймс Ґослінґ, Девід Холмс, The Java Programming Language, Third Edition, Addison-Wesley Professional, 2000, ISBN 0-201-70433-1
- Джеймс Ґослінґ, Білл Джой, Ґай Л. Стіл Мол., Гілард Брача, The Java Language Specification, Second Edition, Addison-Wesley, 2000, ISBN 0-201-31008-2
- Грегорі Болела (Редактор), Бенджамін Бросгол, Джеймс Ґослінґ, Пітер Діббл, Стів Фурр, Девід Гардін, Марк Тернбл, The Real-Time Specification for Java, Addison Wesley Longman, 2000, ISBN 0-201-70323-8
- Ken Arnold, Джеймс Ґослінґ, The Java programming language Second Edition, Addison-Wesley, 1997, ISBN 0-201-31006-6
- Ken Arnold, Джеймс Ґослінґ, The Java programming language, Addison-Wesley, 1996, ISBN 0-201-63455-4
- Джеймс Ґослінґ, Білл Джой, Ґай Л. Стіл Мол., The Java Language Specification, Addison Wesley Publishing Company, 1996, ISBN 0-201-63451-1
- Джеймс Ґослінґ, Френк Єлін, команда Java, The Java Application Programming Interface, Volume 2: Window Toolkit and Applets, Addison-Wesley, 1996, ISBN 0-201-63459-7
- Джеймс Ґослінґ, Френк Єлін, команда Java, The Java Application Programming Interface, Volume 1: Core Packages, Addison-Wesley, 1996, ISBN 0-201-63453-8
- Джеймс Ґослінґ, Генрі МакГілтон, The Java language Environment: A white paper, Sun Microsystems, 1996
- Джеймс Ґослінґ, Девід Розенталь, Мішель Арден, The NeWS Book: An Introduction to the Network/Extensible Window System (Sun Technical Reference Library), Springer, 1989, ISBN 0-387-96915-2